# Lemvig
Lemvig Dánia egyik városa, Ferring mellett található, a Lemvig-fjord déli részénél. Halászata jelentős.

## Történelem

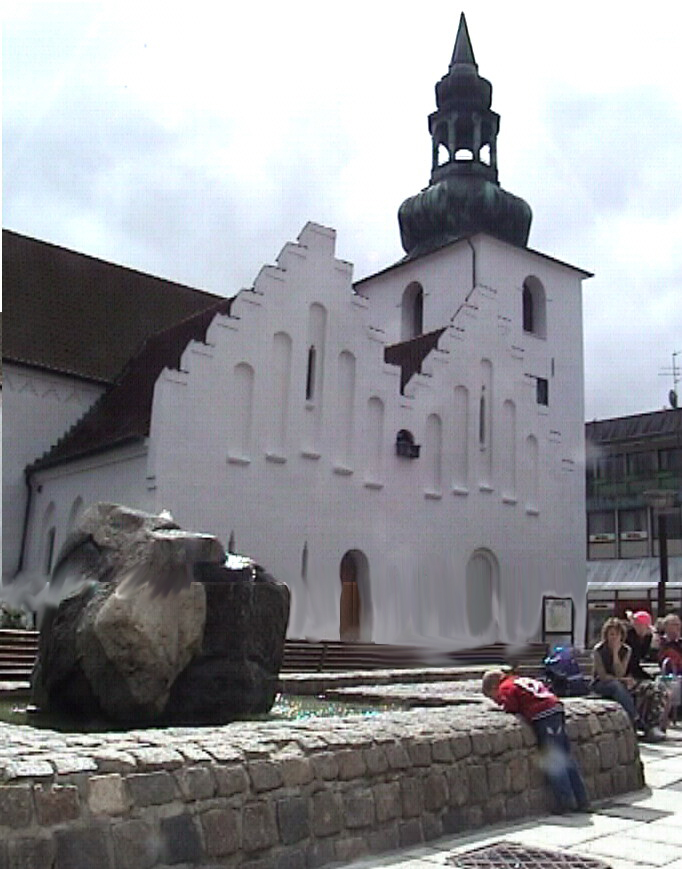
A templom

A várost a középkorban alapították, nevét 1234-ben említik először. A központban található templom szintén a 13. századból származik, a Dániára nem jellemző hagymakupolával és gazdagon faragott rokokó belsővel.

## Turizmus
Turistáknak ajánlatos felkeresni a Lemvig Múzeumot a Vesterhus épületben. A múzeumban több festő képe is szerepel, mint Christian Bjerre, Jens Sondergard, Hans Brygge művészek alkotásai.
Lemvigtől déli irányban van Vemb mellett találjuk a 16. századi Norre Vosborg-kastélyt, aminek kapuzata 1790-ben készült.
Lemvig különleges látványossága a Planetsti szoborút. A városközpont szélén található a Nap bronzból készült makettje 1:1 000 000 000 méretarányban, azaz körülbelül 1,4 m átmérőjű, és az összes bolygó megfelelő méretarányú modellje.

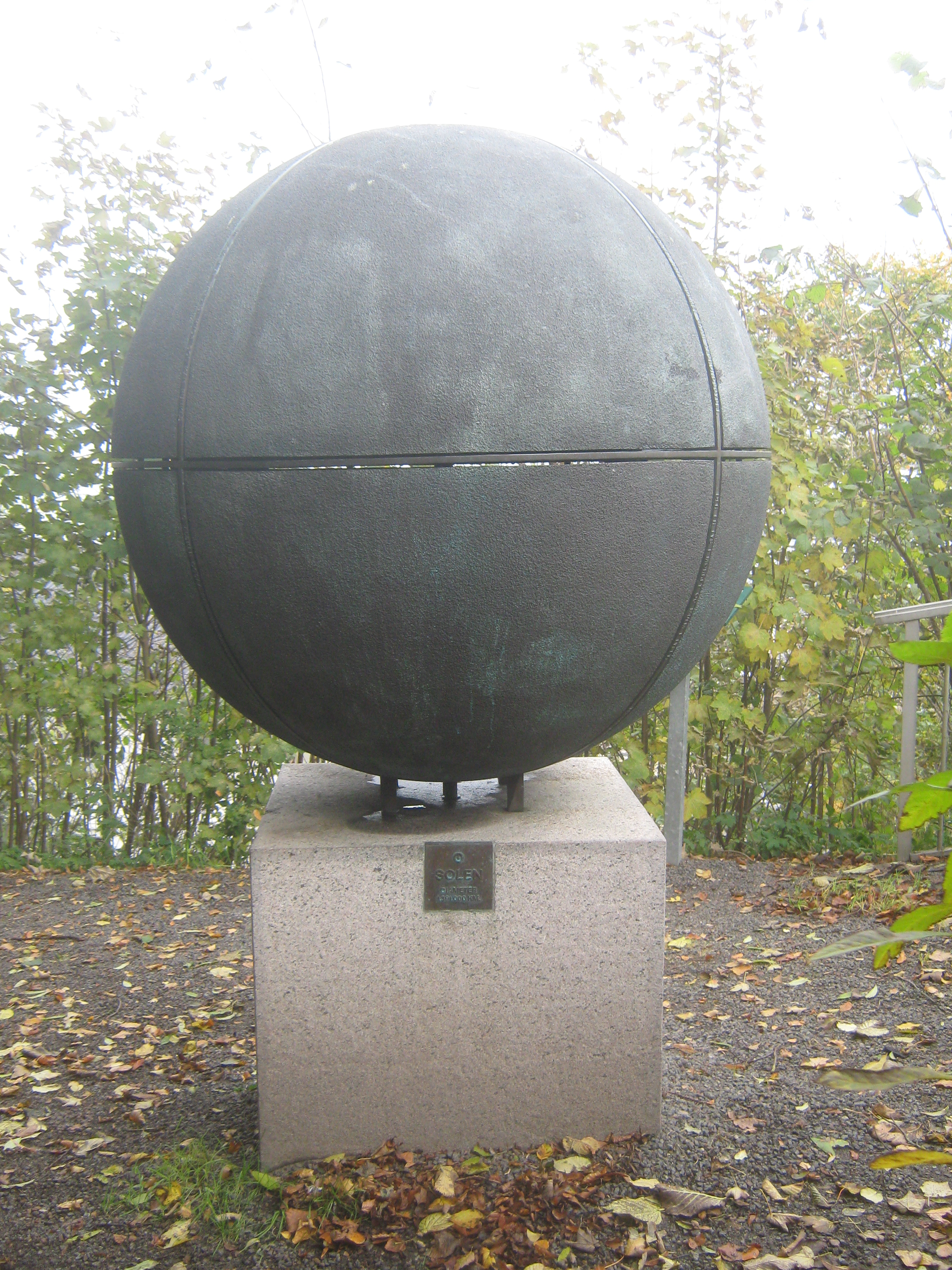
Nap
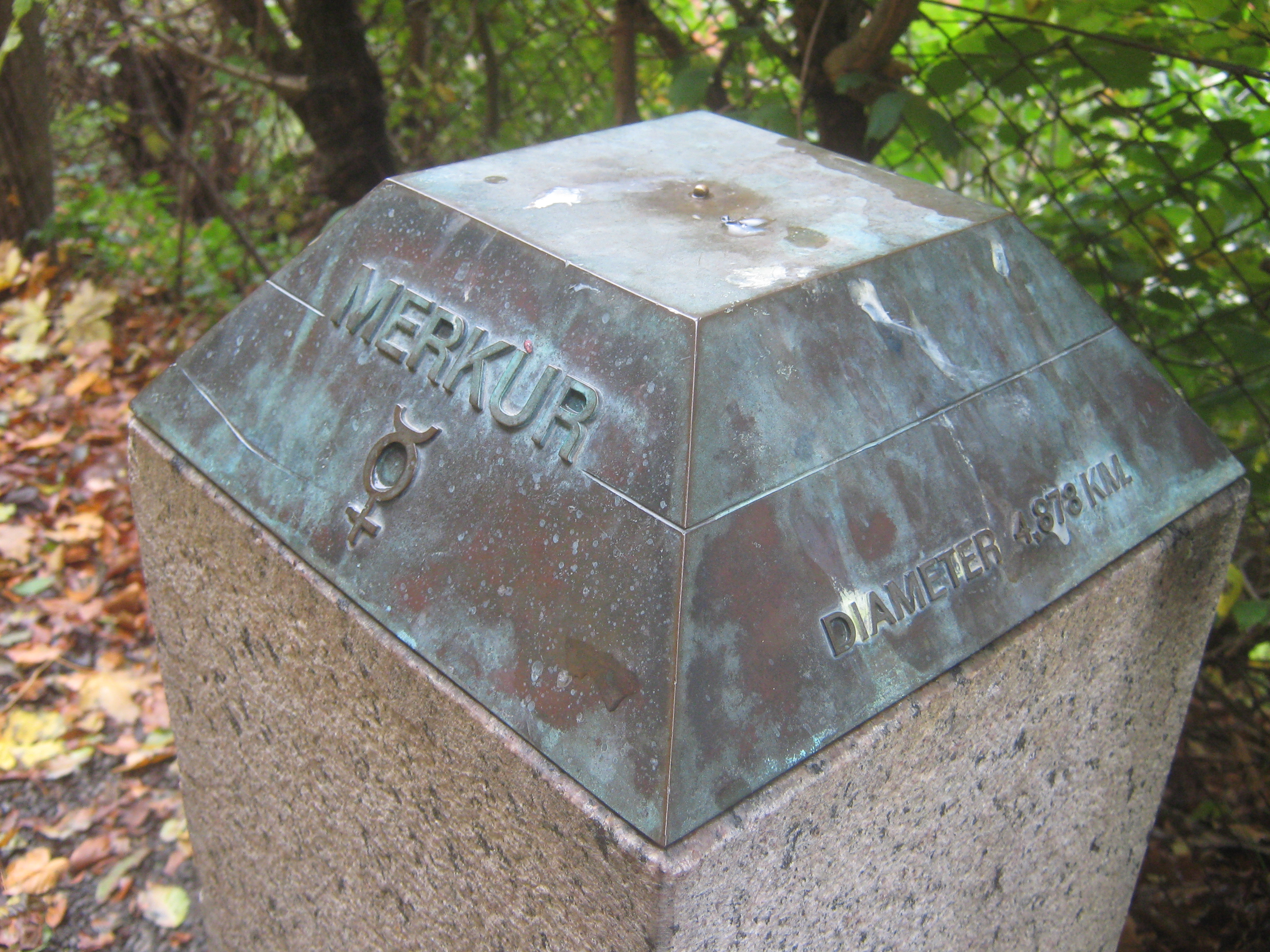
Merkúr
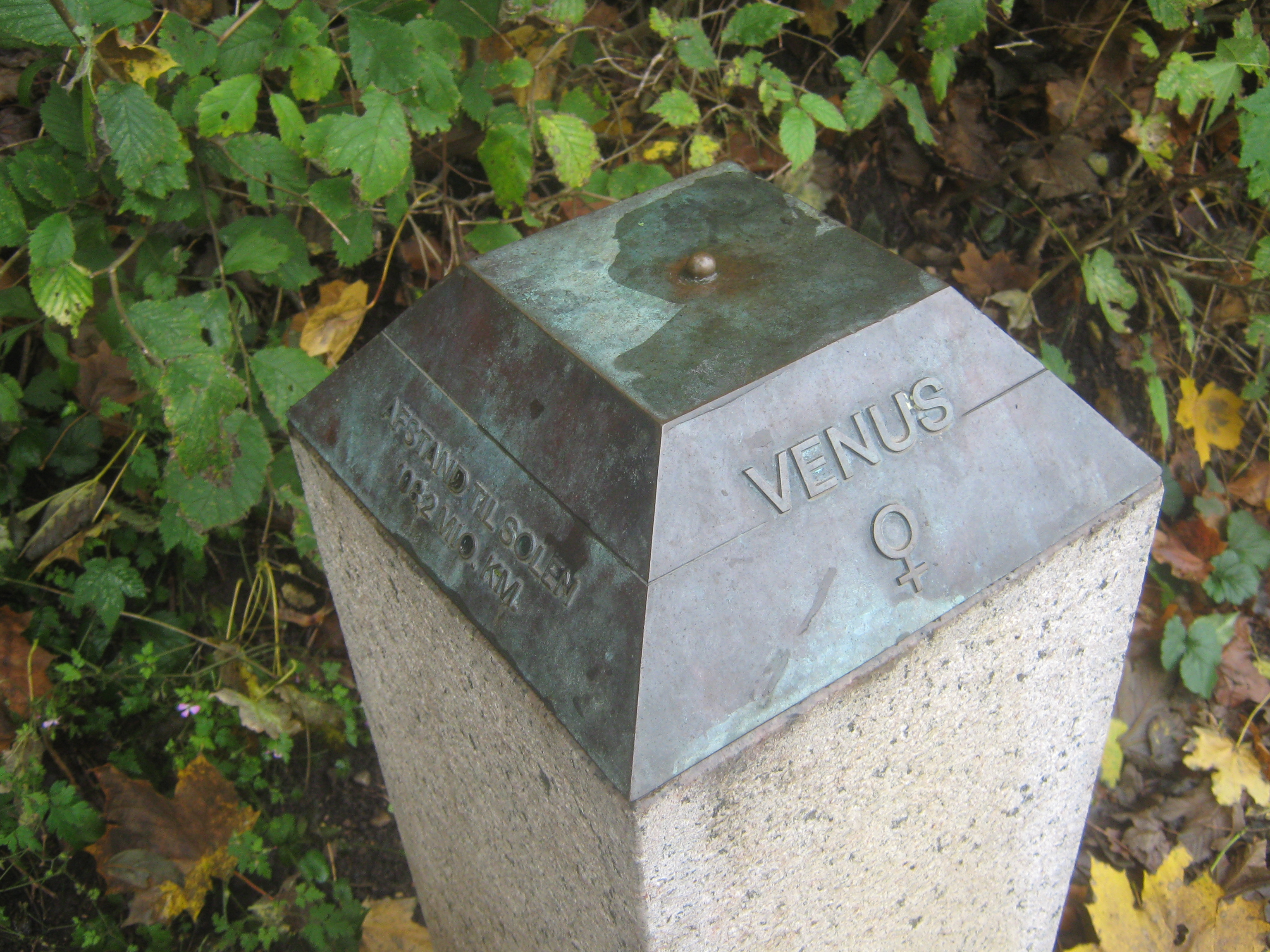
Vénusz
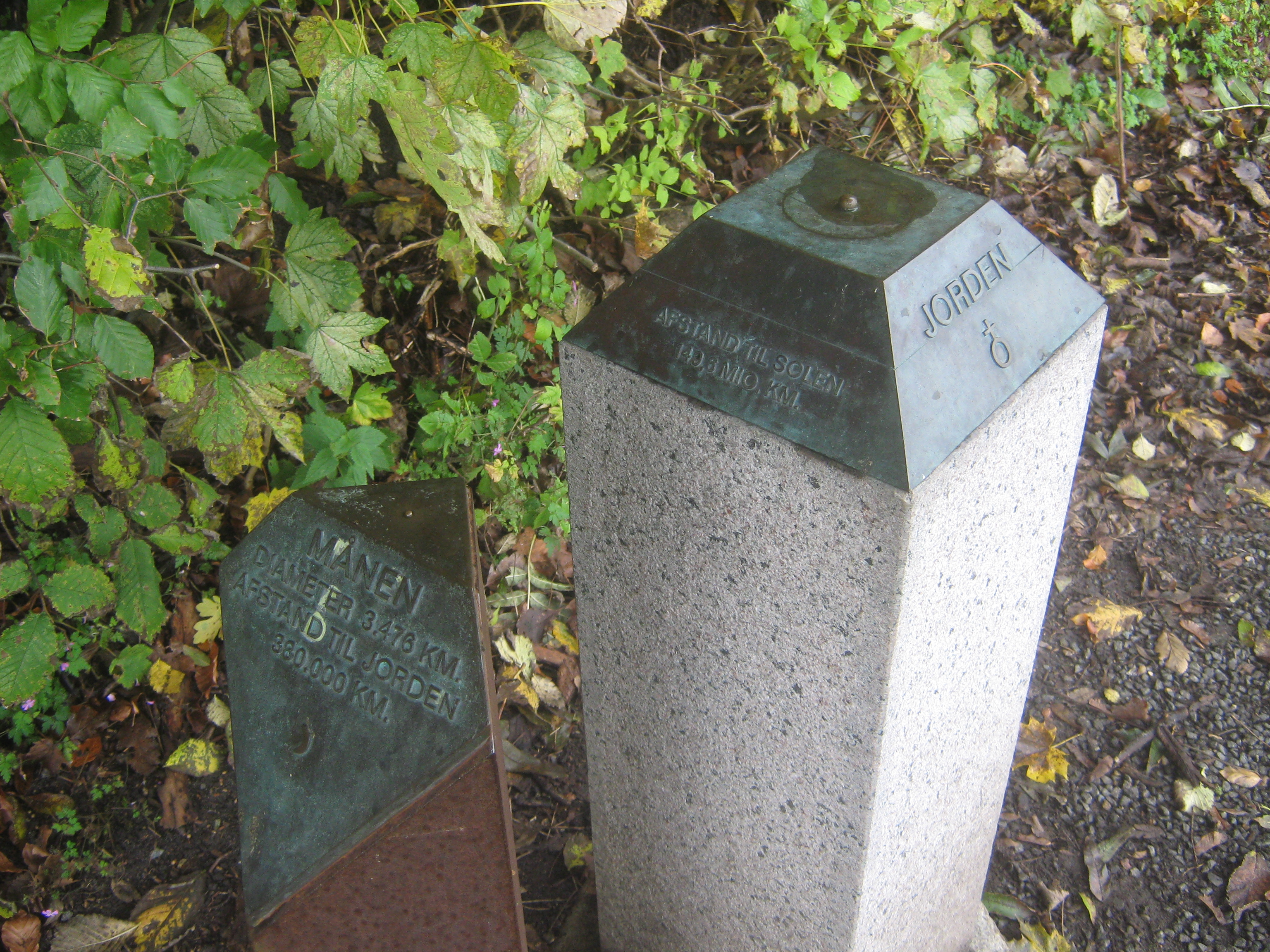
Föld és Hold
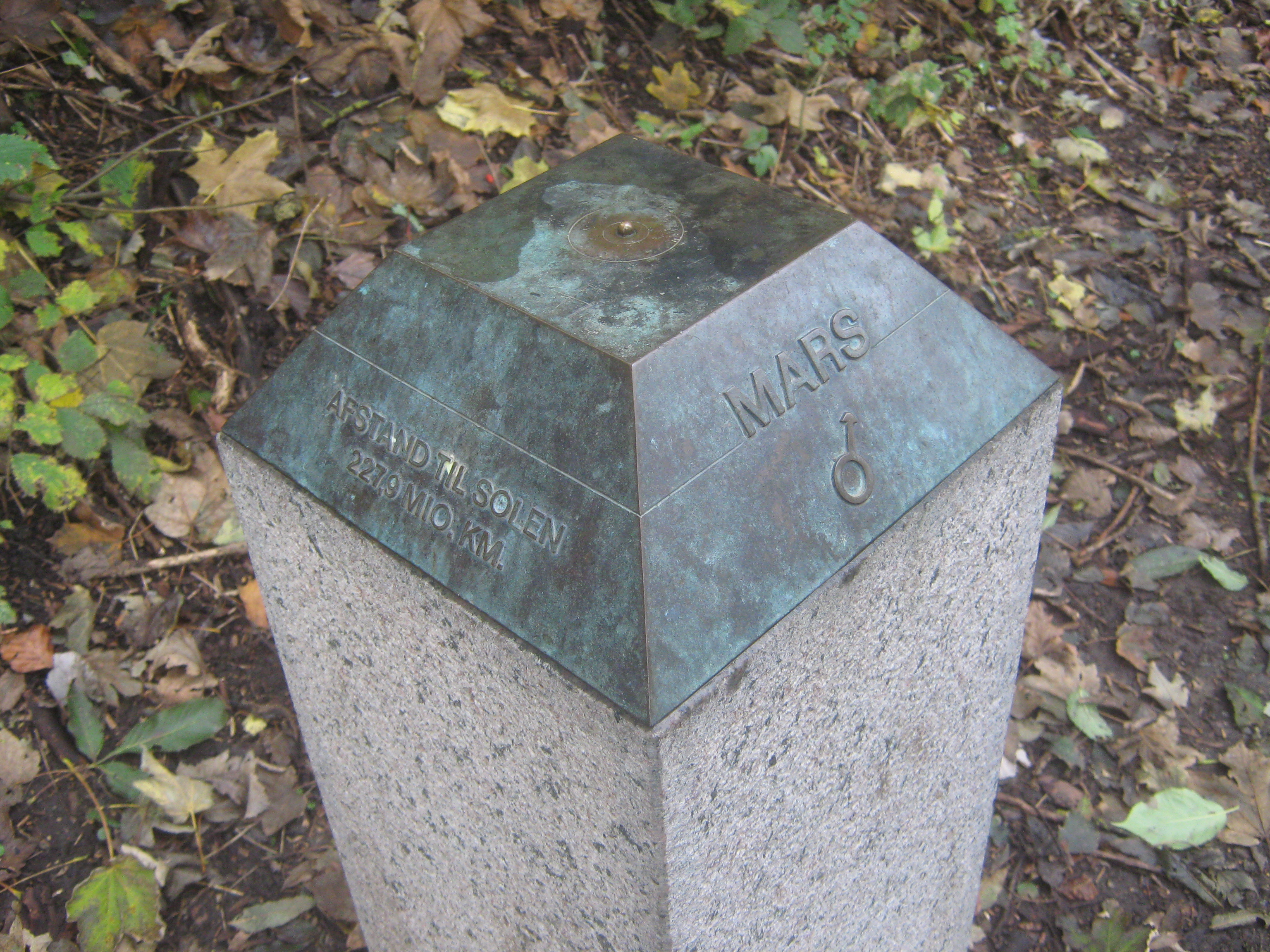
Mars
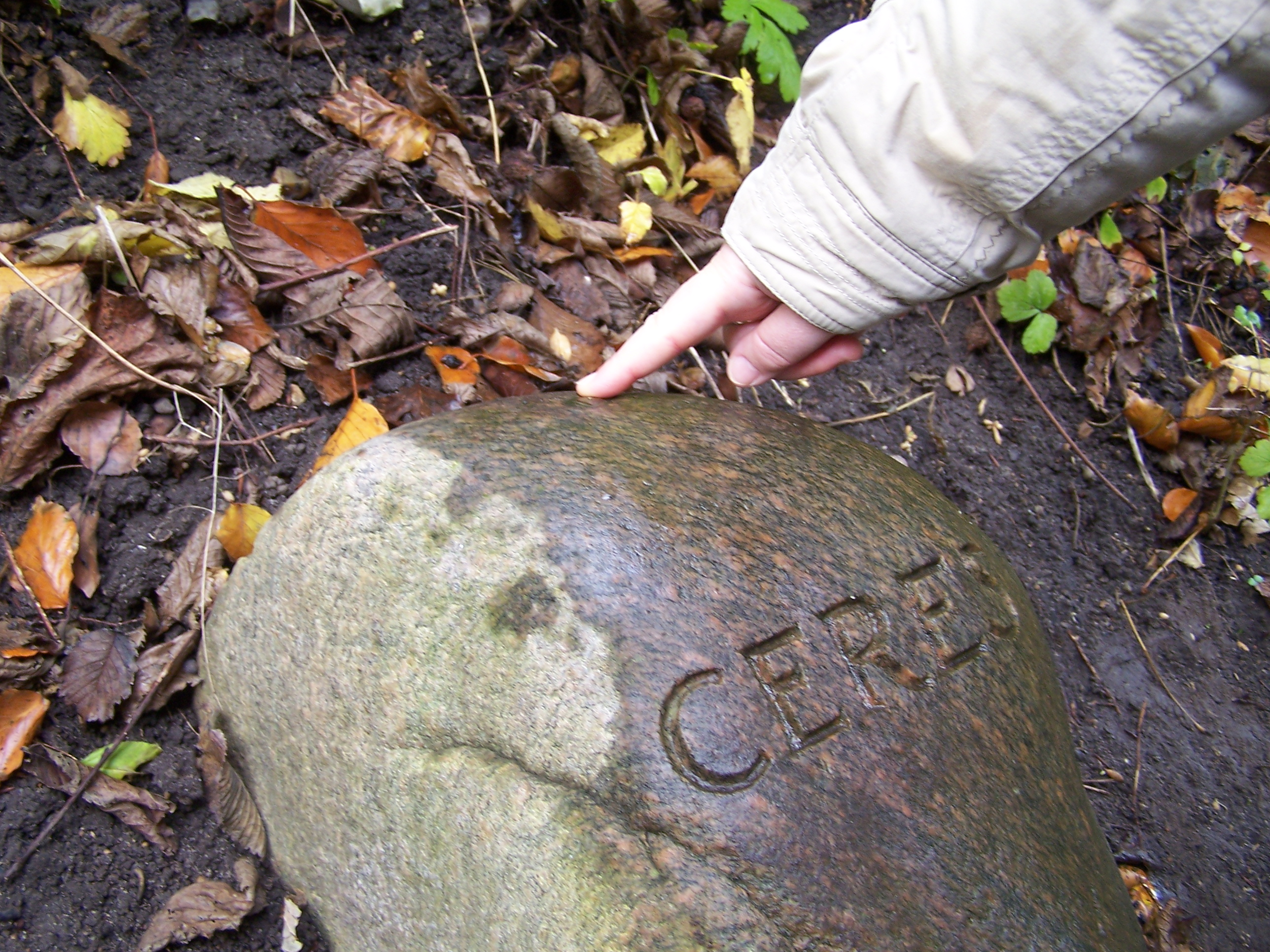
törpebolygó Ceres
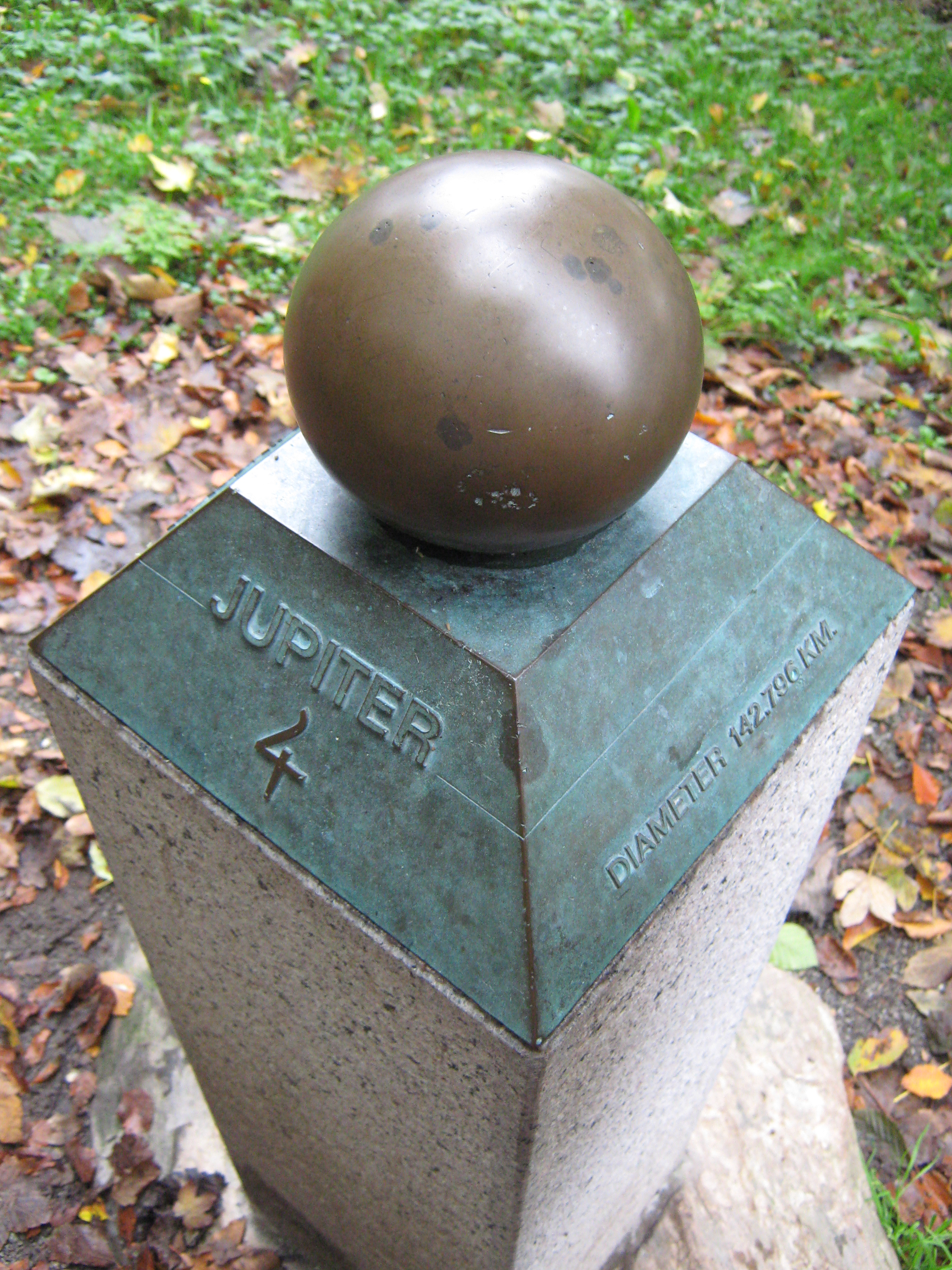
Jupiter
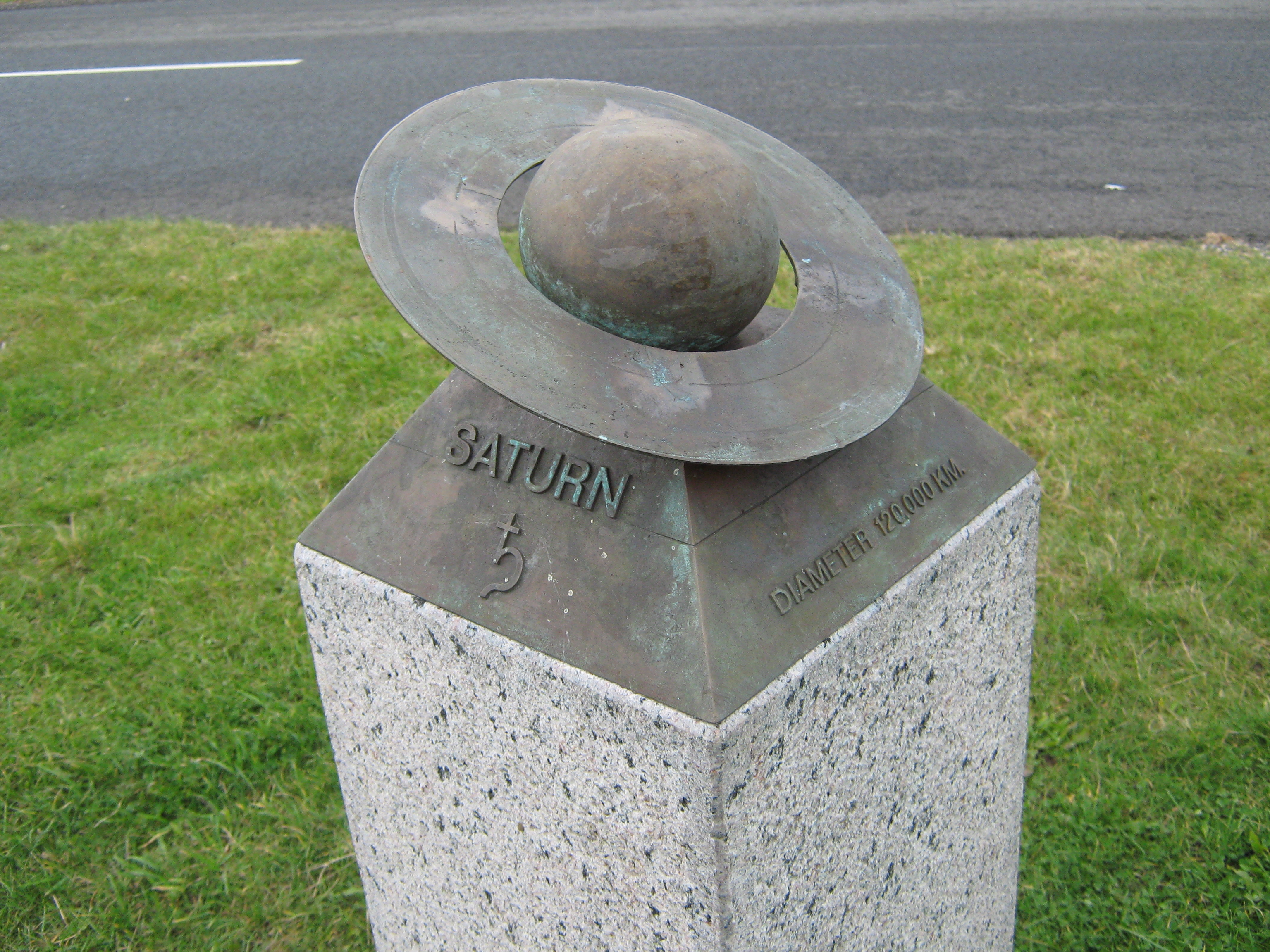
Szaturnusz az öböl másik partján
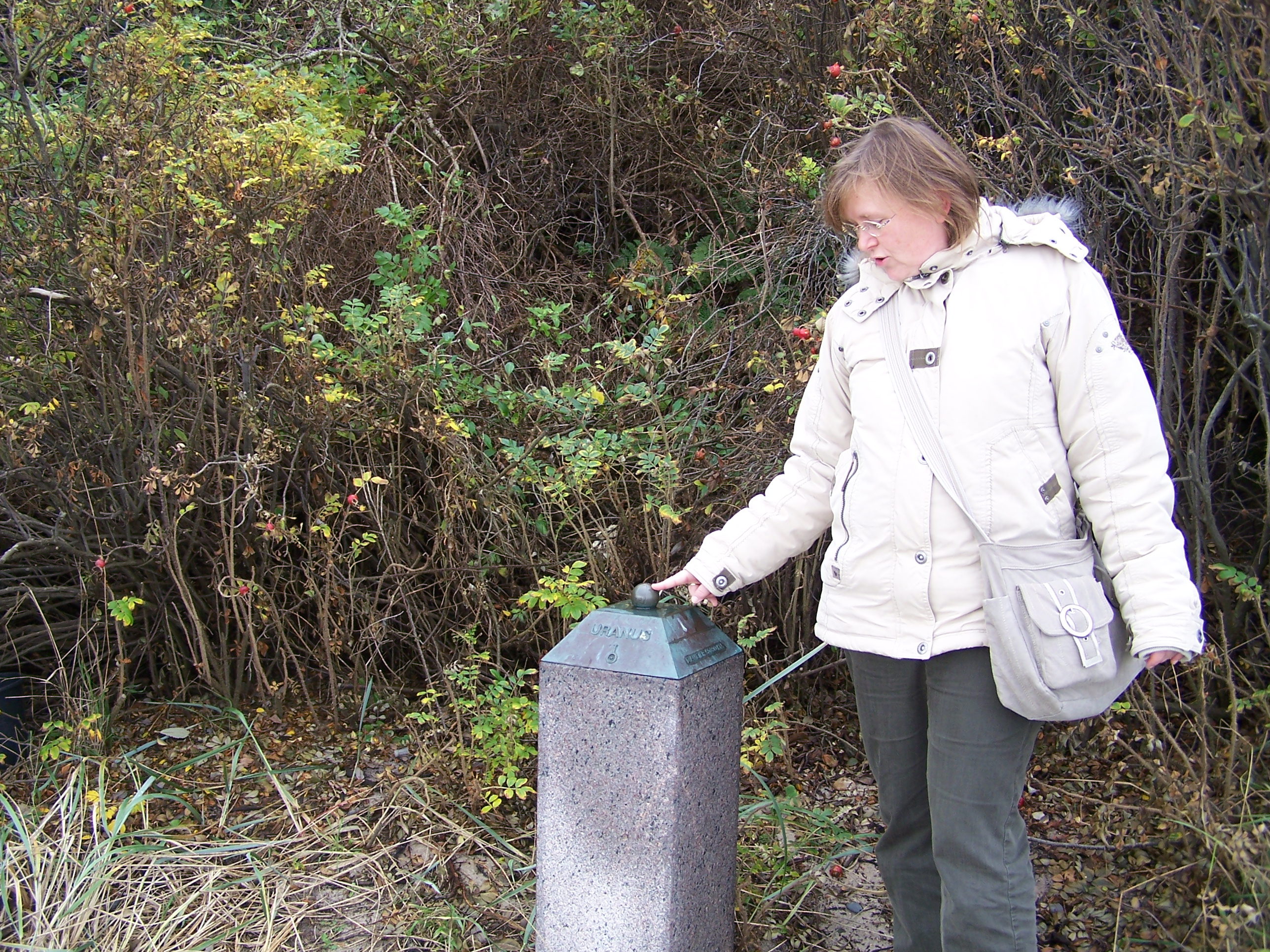
Uránusz a strandon
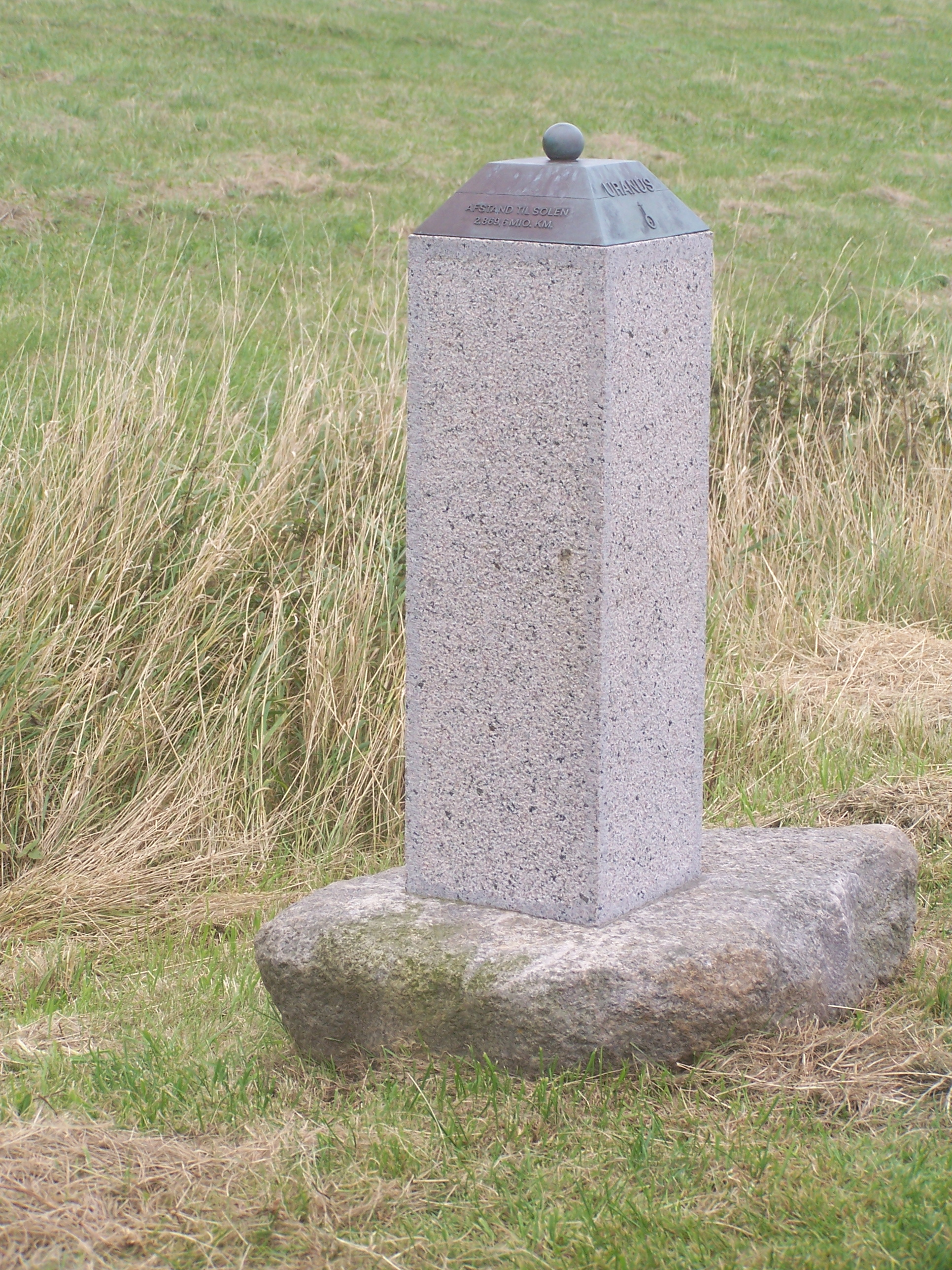
egy második Uránusz
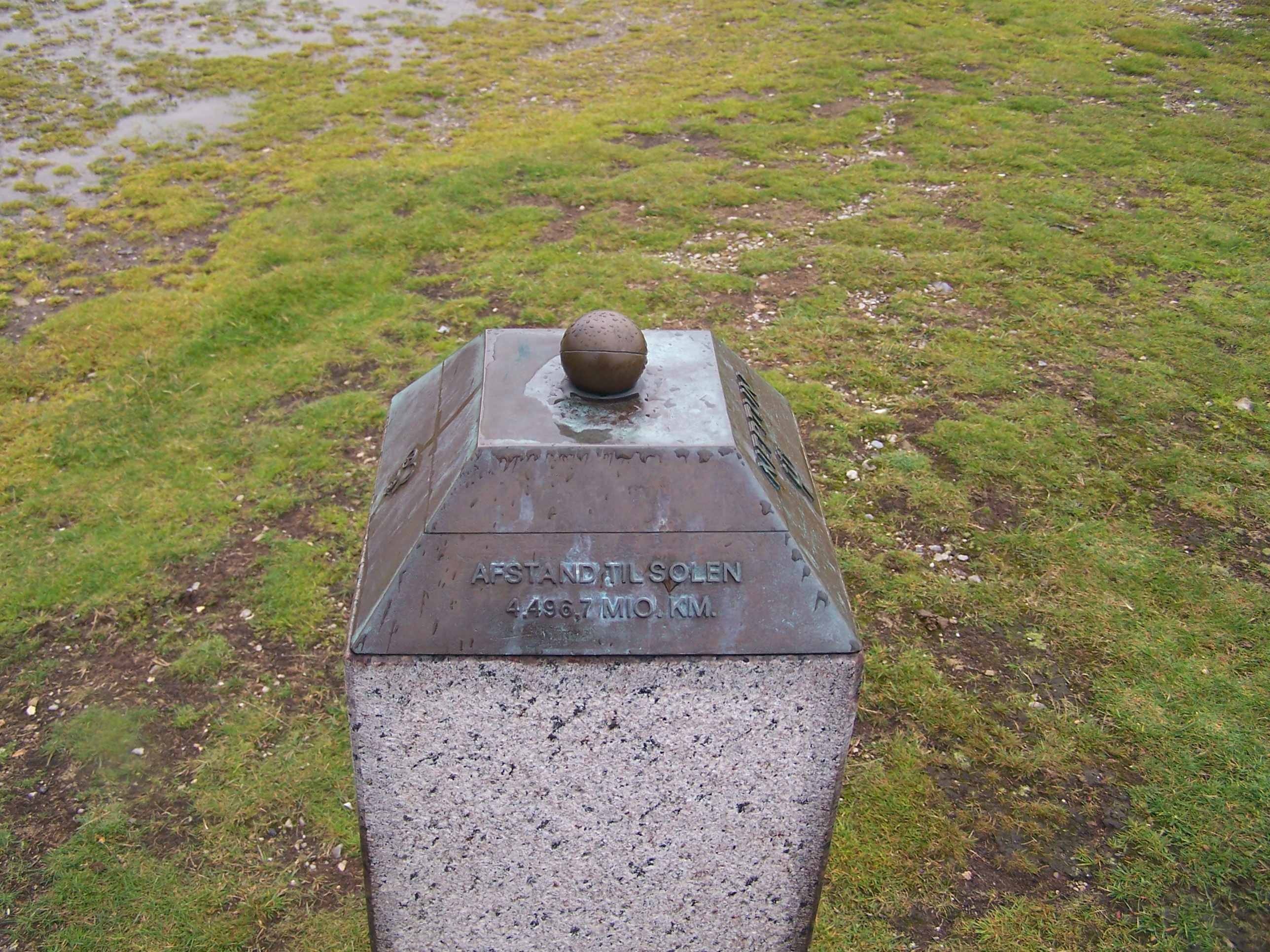
Neptunusz a Gjeller félszigeten
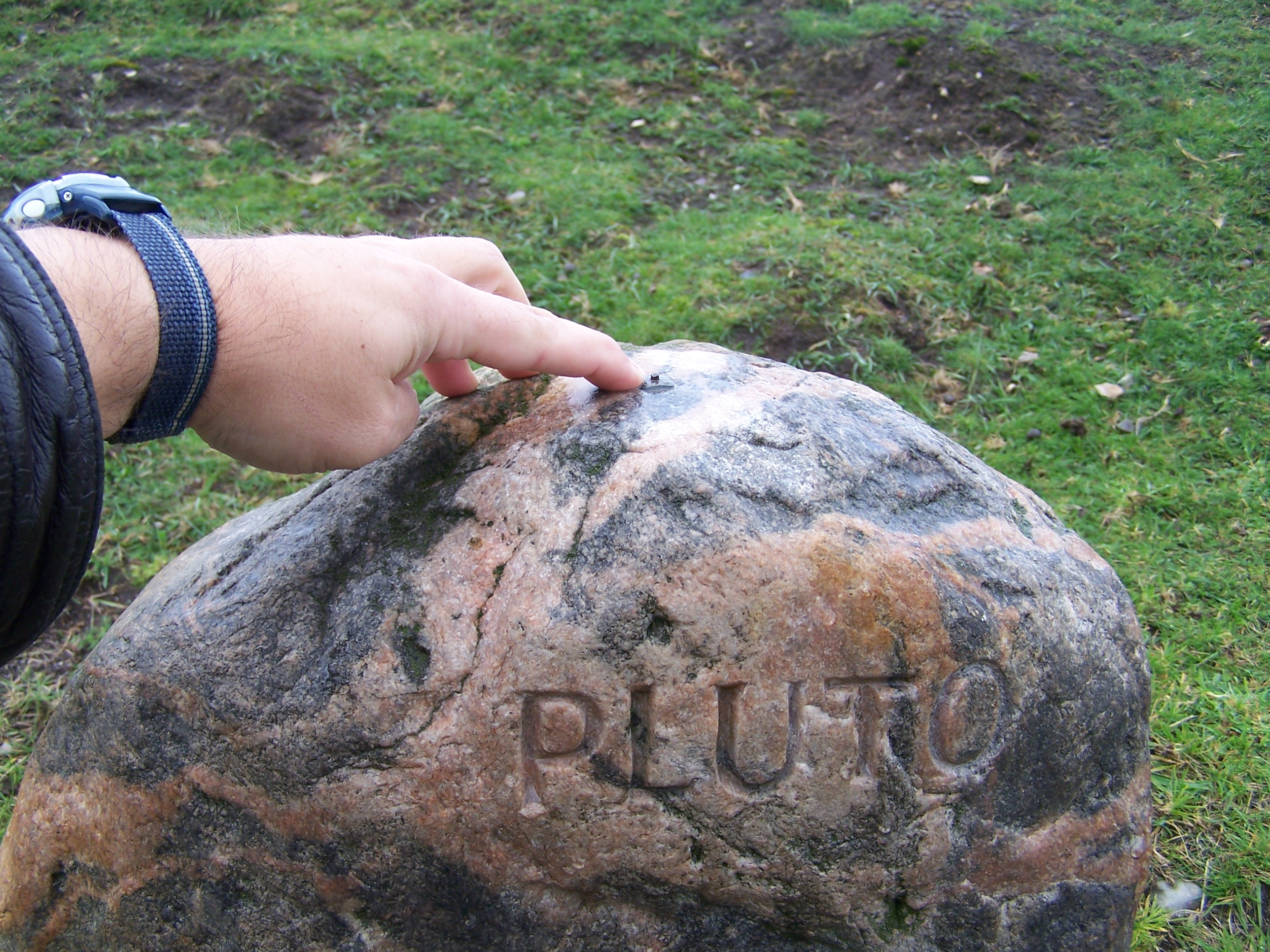
Pluto  Perihéliumban
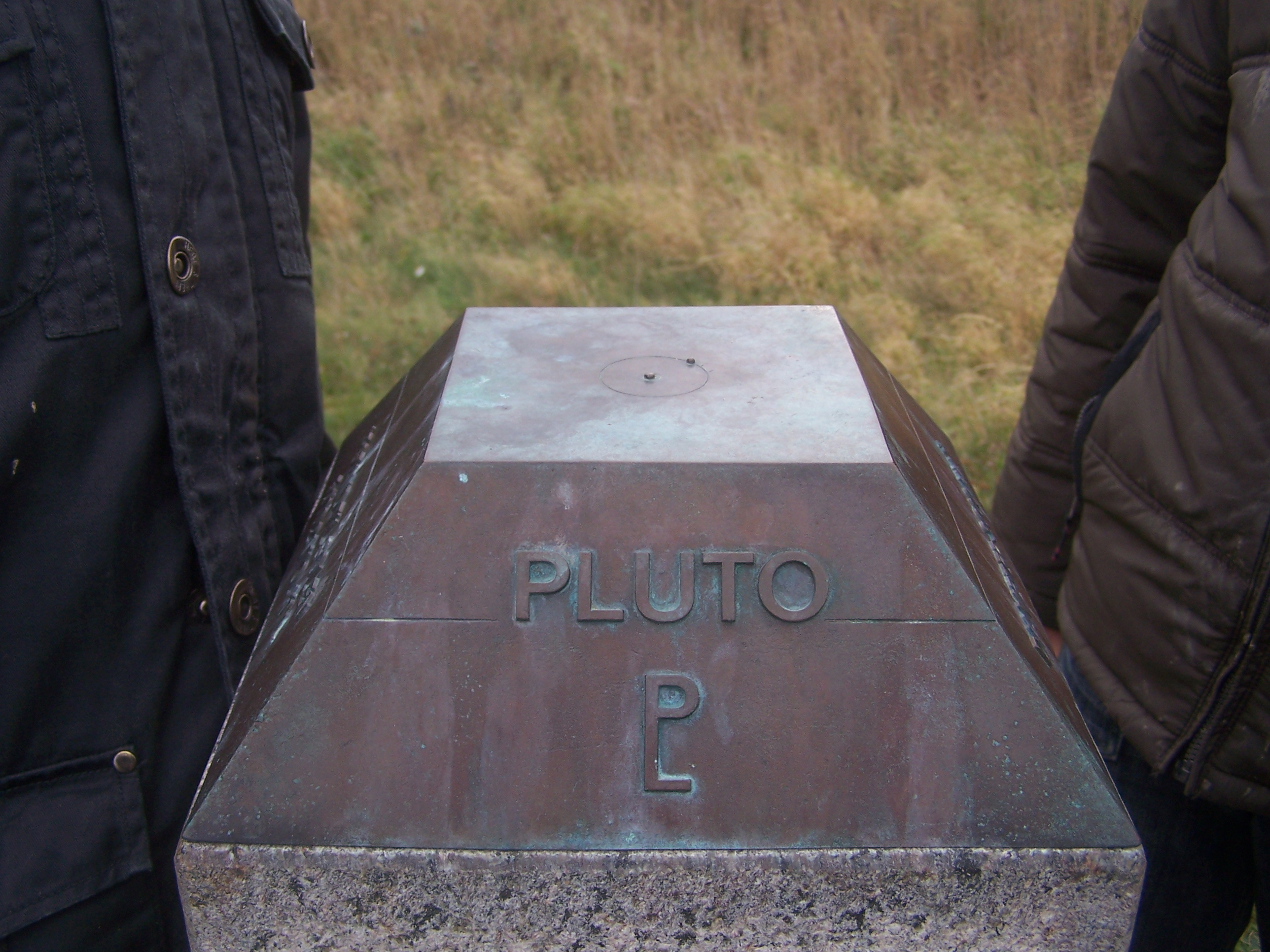
Plútó és Charon átlagos naptávolságban
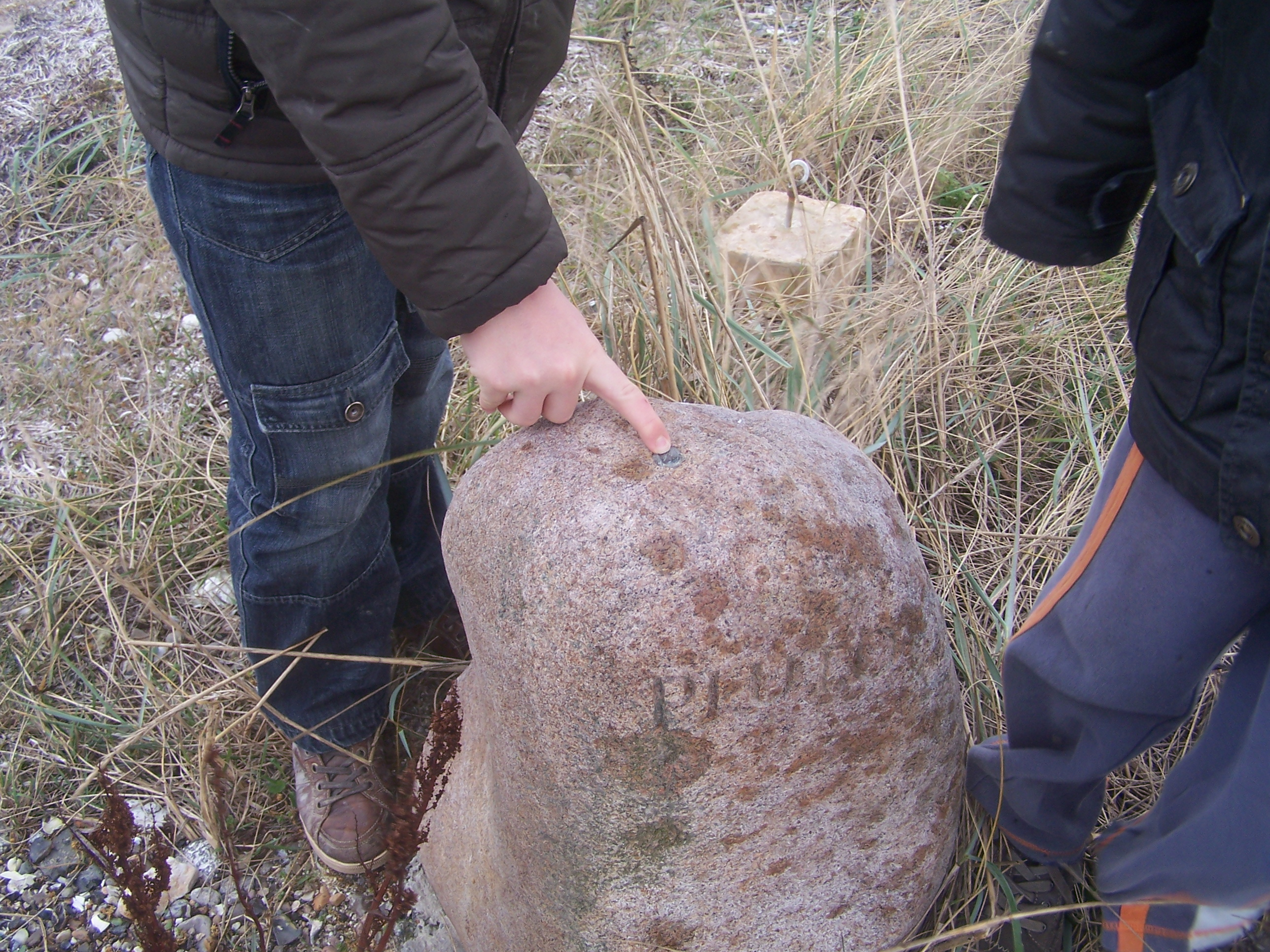
Pluto im Aphéliumban

## Híres szülöttei
- Peder Nielsen (1849–1938), órás, feltaláló, az első dán autó tervezője
- Kai Holm(wd) (1896–1985), színész
- Henning Gantriis(wd) (1918–1989), képregényrajzoló
- Jens Christian Skou (1918–2018), biokémikus
- Kirsten Holst(wd) (1936–2008), író
- Elof Westergaard(wd) (* 1962), ribei püspök
- Kresten Osgood (* 1976), dzsesszzenész
- Sinne Eeg (* 1977), dzsesszénekesnő
- Camilla Møllebro Pedersen (* 1984), kerékpárversenyző
- Jannick Green (* 1988), kézilabdakapus
- Ida Karstoft(wd) (* 1995), rövidtávfutó